# The Clean House
The Clean House è un'opera teatrale della drammaturga statunitense Sarah Ruhl, debuttata a Yale nel 2004 e finalista per il Premio Pulitzer per la drammaturgia nel 2005.

## Trama

### Primo atto
Alla morte dei gentiroi, due noti comici brasiliano, Matilde si trasferisce negli Stati Uniti, dove comincia a lavorare come donna delle pulizie della dottoressa Lane. Matilde però fatica a pulire la casa, soffre di depressione e prende farmaci, una situazione che mette a disagio Lane: da una parte non riesce a darle ordini, dall'altra l'incapacità della donna nelle faccende domestiche non le lascia molte possibilità. Mentre un giorno Lane è al lavoro, Virginia, la sorella di Matile, la va a trovare a casa della dottoressa e si offre di fare le pulizie al posto suo ogni giorno prima che Lane torni dall'ospedale. 
Un giordo Mateilde e Virginia trovano nella cesta del bucato delle mutandine troppo sexy per essere di Lane e cominciano a sospettare che Charles, il marito della dottoressa, abbia un'amante. Il sospetto è confermato quando Lane annuncia che il marito l'ha lasciata per Ana, una donna più matura che ha appena subito una doppia mastectomia per curare il cancro al seno. Lane intanto ha realizzato che è Virginia a pulirle la casa e licenzia Matilde; prima di andarsene, Matilde racconta una barzelletta che, essendo in portoghese, non viene capita dalla dottoressa. La donna comunque si sforza di ridere per farle piacere, ma invece scoppria in lacrime. A quel punto Virginia annuncia che ci sono Charles e Ana alla porta.

### Secondo atto
All'inizio del secondo atto Ana e Charles rimettono in scena il loro primo incontro e l'operazione che ha salvato la vita alla sessantottenne argentina. Arrivati a casa di Lane, Virginia e Ana legano da subito, mentre Charles dice alla moglie che la nuova amante è la sua Bashert, il che significa che per la legge ebraica il loro matrimonio è concluso. La notizia infastidisce Lane, che si sfoga con Ana quando l'argentina offre a Matilde di fare le pulizie da lei. Furiosa, Lane sostiene che Matilde le sia indispensabile e la brasiliana, conciliante, decide di dividere il suo tempo tra la casa di Ana e quella di Lane. Matilde ed Ana conversano in spagnolo e portoghese, stringendo amicizia, mentre Lane riversa il suo rancore con Virginia e la sua ossessione per la pulizia. Anche Ana e Charles litigano, perché la donna dovrebbe ricevere altre cura ma la donna è stanca e si rifiuta di farsi ricoverare nuovamente. 
Matilde rivela a Lane che il cancro di Ana è tornato e che Charles, disperato, è andato in Alaska per abbattere un albero Yew, dalle presunte capacità curative. Matilde convince Lane a visitare Ana in veste di medico e dopo un primo momento di freddezza, la dottoressa accusa l'argentina di essersi fatta amare da Charles in un modo che l'uomo non ha mai amato lei. Le due donne parlano e alla fine Matilde la perdona. Lane lascia che Ana si trasferisca da lei mentre Charles è in Alaska: l'uomo ha trovato l'albero, ma non lo riesce a caricare in aereo e decide quindi di prendere lezioni di volo per portare a casa la pianta personalmente. Le condizioni di Ana si aggravano in modo disperato e la donna chiese a Matilde di ucciderla con una battuta. Matilda allora le sussurra nell'orecchio la battuta perfetta che aveva inventato poco prima ed Ana scoppia a ridere finché non muore tra le braccia della brasiliana. In quel momento Charles torna a casa con l'albero e Lane gli comunica che l'amata è morta e lo perdona. Matilde immagina la madre ridere mentre la partorisce e immagina di passare ancora un momento con la mamma e il papà.

## Produzioni
La pièce debuttò al Yale Repertory Theatre di New Haven il 17 settembre 2004 e rimase in scena fino al 9 ottobre, per la regia di Bill Rauch. Dopo essere andata in scena a Washington (2005) e Chicago (2006), The Clean House debuttò al Lincoln Center di New York il 29 ottobre 2006, in scena per una stagione limitata fino al 28 gennaio 2007. Il cast era composto da: Blair Brown (Lane), Jill Clayburgh (Virginia), John Dossett (Charles), Concetta Tomei (Ana/Mathilde's mother) e Vanessa Aspillaga (Matilde).
Al Crucible Theatre di Sheffield la pièce ebbe il suo debutto in europeo in una produzione diretta da Samuel West e interpretata da Patricia Hodge (Lane) ed Eleanor Bron (Ana). Altri allestimenti sono andati in scena a Centerbury e Montreal nel 2008 e Wellington nel 2009.